# Człowiek śmiechu
Człowiek śmiechu (fr. L’homme qui rit) – powieść Wiktora Hugo opublikowana w 1869.

## Treść
Utwór rozpoczyna opis życia Ursusa, samotnika i brzuchomówcy, zarabiającego na życie występami na jarmarkach ludowych. Jego jedynym przyjacielem jest udomowiony wilk imieniem Homo. Następnie akcja przenosi się na wybrzeże angielskie, gdzie grupa nieznanych ludzi porzuca na brzegu dziesięcioletniego chłopca, po czym odpływa w kierunku wybrzeży Bretanii. W czasie sztormu ich łódź tonie, chociaż czynią wszelkie wysiłki, by ją ocalić. Przed śmiercią zapisują na papierze wrzuconym do butelki swoją historię i wyrzucają go w fale. Tymczasem porzucony chłopiec błądzi dalej po wybrzeżu, gdzie najpierw widzi szubienicę i wisielca, a następnie martwe ciało kobiety, która zamarzła w śniegu. Jest z nią maleńka, żywa jeszcze niewidoma dziewczynka, którą dziesięciolatek zabiera ze sobą. Przez burzę śnieżną dociera do wozu, w którym mieszka Ursus. Mimo początkowych obiekcji ten dotychczasowy mizantrop postanawia zaopiekować się obojgiem dzieci. Z przerażeniem odkrywa, że twarz chłopca, o imieniu Gwynplaine, jest celowo zdeformowana i imituje ciągły śmiech.
Piętnaście lat później Ursus, Gwynplaine i Dea (takie imię otrzymała szesnastoletnia obecnie dziewczyna) nadal żyją razem w wozie, zarabiając na życie poprzez wystawianie przedstawień komediowych. Gwynplaine jest skromnym i uczynnym młodzieńcem. Z wzajemnością zakochuje się w Dei. Tymczasem na jedno z ich przedstawień przychodzi znudzona życiem dworskim księżniczka Jozjana, dla której postawa i kalectwo Gwynplaine’a stanowią niezwykle podniecające połączenie i która jawnie okazuje młodzieńcowi swoje względy. Nie wiedząc, co o tym myśleć, Gwynplaine początkowo ją ignoruje, chociaż dostrzega jej niezwykłą urodę.
Po przedstawieniu Gwynplaine zostaje wezwany na dwór królowej Anny. Zostaje zabrany do Tower, gdzie więzień nazwiskiem Hardquanonne, po torturach, wyznaje, iż 23 lata wcześniej przeprowadził na nim operację zmiany rysów twarzy, zamieniając twarz dziecka w wiecznie uśmiechniętą maskę. Okazuje się, że dotąd nieznający swojego pochodzenia chłopak jest Fermainem, synem lorda Clancharlie, który ongiś popadł w niełaskę u króla i został na jego rozkaz zamordowany. Kierujący zamachem Hardquanonne sprzedał dziecko bandzie tzw. Comprachicos. Trudnili się oni dokonywaniem u kilkuletnich dzieci operacji, które prowadziły do nieodwracalnych deformacji twarzy, a następnie zmuszali okaleczone dzieci do występów na jarmarkach lub żebrania. Cała historia mogła wyjść na jaw dzięki odnalezionej wiadomości z butelki, wyrzuconej ongiś z tonącej łodzi tych, którzy porzucili Gwynplaine’a na wybrzeżu.
Gwynplaine jest odtąd nazywany lordem Fermainem Clancharlie, otrzymuje prawo uczestniczenia w obradach Izby Lordów i ma ożenić się z Jozjaną. Ta jednak nie chce nawet słyszeć o takim związku – odkąd Gwynplaine nie jest już w jej oczach plebejuszem, przestaje być dla niej atrakcyjny. Jeszcze gorszy zawód spotyka Gwynplaine’a w Izbie, gdzie usiłuje wygłosić poważne przemówienie o nędzy ludu, ale zostaje wyśmiany z powodu zdeformowanej twarzy. Młodzieniec zdaje sobie sprawę z tego, że jego miejsce jest w wozie Ursusa, gdzie czeka na niego zapomniana Dea. Wraca, tylko po to, by odkryć, że dziewczyna, przed którą nie udało się ukryć jego nieobecności, ciężko choruje na serce. Nagły powrót ukochanego okazuje się być za ciężkim szokiem; Dea umiera na łodzi. Gwynplaine popełnia samobójstwo.

## Okoliczności powstania i cechy utworu
Hugo pisał książkę w czasie swojego wygnania na Guernsey. Początkowo miała ona nosić tytuł Na rozkaz króla i dodatkowo podkreślać tym samym jej zasadniczą treść. Tytułowy człowiek śmiechu stanowi, podobnie jak wcześniejsze hugoliańskie „potwory”, symbol całego ludu, utrzymywanego w ciemnocie, lecz z natury szlachetnego, obdarzonego pięknymi uczuciami w większym stopniu niż klasy rządzące. Ponownie Hugo eksploatuje motyw człowieka odepchniętego przez społeczeństwo, jak i człowieka, który dobrowolnie wybrał samotność. Rażącą różnicę między oceną takich ludzi przez społeczeństwo i z punktu widzenia moralności podkreślają imiona nadane bohaterom, zwłaszcza imię ślepej dziewczyny, Dei (łac. bogini). Scena, w której Gwynplaine w parlamencie usiłuje przybliżyć nędzę ludu arystokratom, ostrzega ich przed możliwymi konsekwencjami przewrotu społecznego i zostaje wyśmiany, jest zarówno aluzją do sytuacji we Francji przed rewolucją, jak i ostrzeżeniem skierowanym od autora do rządzących krajem. Nieprzypadkowo bowiem akcja utworu toczy się w Anglii przedrewolucyjnej, a jej główną osią jest radykalna opozycja między ludem (reprezentowanym przez szlachetnego Ursusa i prostego, lecz szczerego Gwynplaine'a) a arystokracją, której uosobieniem jest przewrotna, perwersyjna i próżna Jozjana.

## Adaptacje
- Człowiek śmiechu (The Man Who Laughs),  film Paula Leniego z 1928, w roli tytułowej Conrad Veidt[1]
- Człowiek, który się śmieje (L’Uomo che ride), film Sergio Corbucciego z 1966, w roli tytułowej Jean Sorel
- L’Homme qui rit, serial telewizyjny Jeana Kerchbrona z 1971, trzyodcinkowy
- Kuglarze i wisielcy, musical z 1994 roku wystawiany w Teatrze Nowym w Poznaniu, libretto Jacek Kaczmarski, muzyka Jerzy Satanowski, reżyseria Krzysztof Zaleski;
- Człowiek śmiechu (L’Homme qui rit), film Jean-Pierre’a Amérisa z 2012, w roli tytułowej Marc-André Grondin